# عثمان بطيخ
عثمان بطيخ (17 أبريل 1941 - 25 أكتوبر 2022)  عالم مُسلم تونسي. ولد بمدينة تونس يوم الخميس 21 ربيع الأول 1360 هـ الموافق 17 أبريل 1941 م وشغل منصب مفتي الديار التونسية ووزير الشؤون الدينية في حكومة الحبيب الصيد.

## النشأة والمسيرة
بدأ تعليمه بالمدرسة الابتدائية العربية الفرنسية بتونس، وبعد أن استكمل تعليمه هذا، ألحقه والده بالتعليم الشرعي الزيتوني بجامع صاحب الطابع، ثم بالمعهد الثانوي الزيتوني ابن خلدون، حيث تحصل على شهادة الأهلية، ثم التحصيل، ثم بدأ تعليمه العالي بالمدرسة العليا للحقوق التونسية عندما تتلمذ على يد أعلام مثل الشيخ محمد الفاضل بن عاشور فتخرّج منها حاملاً للإجازة الأساسية للحقوق بعد نجاحه بمناظرة الحكيمية ليعمل الشيخ عثمان بطيخ قاضياً عدلياً بالمحكمة الابتدائية بتونس، وواصل دراسته بكلية الشريعة وأصول الدين التي تخرّج فيها حاملاً للإجازة الاساسية في الشريعة ثم دكتوراه المرحلة الثالثة، ودرّس الشيخ الفقه المقارن والسياسات الشرعية بالكلية ذاتها.

## الوفاة
وتوفي يوم الثلاثاء 29 ربيع الأول 1444 هـ الموافق 25 أكتوبر 2022 م ودفن في مقبرة الزلاج.